# ناحية بوشكان (مقاطعة دشتستان)
ناحية بوشكان (بالفارسية: بخش بوشکان) هي ناحية في مقاطعة دشتستان التابعة لمحافظة بوشهر في إيران. في تعداد عام 2006 كان عدد سكانها 12,242 نسمة في 2,721 عائلة. فيها مدينتان: مدينة كلمة ومدينة بوشكان. وفيها قسمان ريفيان: قسم بوشكان الريفي وقسم بشتكوة الريفي.